# Alajuela
Alajuela er en by i det centrale Costa Rica med et indbyggertal på cirka 44.374 (2022). Byen er administrationsby i provinsen Alajuela.